# Ottomaanse oorlogen in Europa

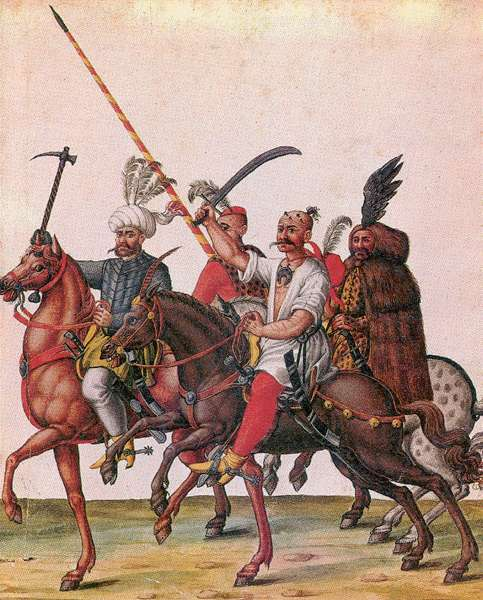
Ottomanen

De Ottomaanse oorlogen in Europa zijn de oorlogen die er zijn gevoerd tussen het Ottomaanse Rijk en de staten van Midden-, Zuid- en Oost-Europa van de 14e tot de 20e eeuw.
Het eerste conflict begon met de Byzantijns-Ottomaanse oorlogen aan het einde van de 13e eeuw. Na verdere Ottomaanse expansie naar de Balkan volgden de Bulgaars-Ottomaanse oorlog, gevolgd door de Servisch-Ottomaanse oorlog en de Albanees-Ottomaanse oorlog in de 14e en 15e eeuw. Vanaf de 16e eeuw bezetten de Ottomanen het grootste gedeelte van centraal- en zuidoost-Europa.

## 14de eeuw

### Murat I (1359-1389)
- Slag op het Merelveld (1389)

### Bayezid I (1389-1402)
- Slag bij Nicopolis (1396)

## 15de eeuw

### Murat II (1421-1451)
- Ottomaans-Venetiaanse oorlogen (vanaf 1423)
- Albanees-Ottomaanse Oorlog (vanaf 1432 tot 1451)
- Slag van Torvioll (1444)
- Slag bij Varna (1444)
- Slag van Mokra (1445)
- Slag bij Kosovo (1448)
- Beleg van Krujë (1450)

### Mehmet II (1451-1481)
- Albanees-Ottomaanse Oorlog (vanaf 1451 tot 1479)
- Beleg en val van Constantinopel (1453)
- Beleg van Belgrado (1456)
- Slag van Oronichea (1456)
- Beleg van Krujë (1466)
- Slag bij Vaslui (1475)
- Ottomaanse aanval op Otranto (1480)
- Beleg van Rodos (1480)

## 16de eeuw
- Portugees-Turkse Oorlogen (vanaf 1509)

### Süleyman I (1520-1566)
- Beleg van Belgrado (1521)
- Beleg van Rodos (1522)
- Slag bij Mohács (1526)
- Beleg van Wenen (1529)
- De Duitse Veldtocht (1532)
- Slag om Tunis (1535)
- Russisch-Turkse oorlogen (vanaf 1569)
- Beleg van Malta (1565)
- Beleg van Szigetvár (1566)

### Selim II (1566-1574)
- Slag bij Lepanto (1571)
- Lange Oorlog (1593-1606)

## 17de eeuw
- Pools-Turkse Oorlog (1620-1621)
- Pools-Turkse Oorlog (1633-1634)
- Oostenrijks-Turkse Oorlog (1663-1664)
- Pools-Turkse Oorlog (1672-1676)
- Beleg van Wenen (1683)
- Grote Turkse Oorlog (1683-1700)

## 18de eeuw
- Russisch-Turkse Oorlog (1710-1711)
- Turks-Venetiaanse Oorlog (1714-1718)
- Oostenrijks-Turkse Oorlog (1716-1718)
  - Slag bij Belgrado (1717)
  - Vrede van Passarowitz (1718)
- Russisch-Turkse Oorlog (1735-1739)
- Oostenrijks-Turkse Oorlog (1788-1791)

## 19de eeuw
- Eerste Servische Opstand (1804-1813)
- Russisch-Turkse Oorlog (1806-1812)
- Griekse Onafhankelijkheidsoorlog (1821-1829)
- Albanese opstand (1833-1899)
- Krimoorlog (1853-1856)
- Aprilopstand (1876)

## 20ste eeuw
- Albanese opstand (1900-1912)
- Italiaans-Turkse Oorlog (1911-1912)
- Slag van Deçiq (1911)
- Balkanoorlogen (1912-1913)
- Eerste Wereldoorlog (1914-1918)